# Średnia geometryczno-harmoniczna
Średnia geometryczno-harmoniczna dwóch liczb rzeczywistych dodatnich {\displaystyle g} i {\displaystyle h} – wspólna granica ciągów {\displaystyle (g_{n}),(h_{n})} określonych rekurencyjnie:
{\displaystyle g_{0}=g,\quad h_{0}=h}
{\displaystyle g_{n+1}={\sqrt {g_{n}h_{n}}},\quad h_{n+1}={\frac {2}{{\tfrac {1}{g_{n}}}+{\tfrac {1}{h_{n}}}}}}
Granica ta istnieje dla dowolnych {\displaystyle g,} {\displaystyle h} rzeczywistych dodatnich, a dowód tego faktu jest analogiczny do dowodu istnienia średniej arytmetyczno-geometrycznej.

## Przykład
Aby wyznaczyć średnią geometryczno-harmoniczną liczb {\displaystyle g_{0}=24} i {\displaystyle h_{0}=6,} najpierw należy wyliczyć wartości średnich:
{\displaystyle {\begin{aligned}g_{1}&={\sqrt {24\cdot 6}}=12\\h_{1}&={\frac {2}{{\tfrac {1}{24}}+{\tfrac {1}{6}}}}=9{,}6\end{aligned}}}
i dalej rekurencyjnie:
| {\displaystyle n} | {\displaystyle g_{n}} | {\displaystyle h_{n}} |
| ----------------- | --------------------- | --------------------- |
| 0                 | 24                    | 6                     |
| 1                 | 12                    | 9,6                   |
| 2                 | 10,733126291999…      | 10,666666666666…      |
| 3                 | 10,699844879622…      | 10,699793280161…      |
| 4                 | 10,699819079861…      | 10,699819079829…      |
| 5                 | 10,699819079845…      | 10,699819079845…      |

## Własności
Przy oznaczeniach:
- {\displaystyle AGM(a,b)} – średnia arytmetyczno-geometryczna liczb {\displaystyle a} i {\displaystyle b,}
- {\displaystyle GHM(a,b)} – średnia geometryczno-harmoniczna liczb {\displaystyle a} i {\displaystyle b}

zachodzą następujące zależności:
{\displaystyle GHM(x,y)={\frac {1}{AGM({\frac {1}{x}},{\frac {1}{y}})}},}
{\displaystyle GHM(\lambda a,\lambda b)=\lambda GHM(a,b),\quad {}{\text{dla}}\;\lambda >0,}
{\displaystyle \min(x,y)\leqslant {\frac {2}{{\frac {1}{x}}+{\frac {1}{y}}}}\leqslant GHM(x,y)\leqslant {\sqrt {xy}}\leqslant AGM(x,y)\leqslant {\frac {x+y}{2}}\leqslant \max(x,y).}